# Israel-Nachrichten
Israel-Nachrichten (doslova Izraelské zprávy) je německojazyčný týdeník (dříve deník) vydávaný v mandátní Palestině a v Izraeli od roku 1936.
Založil ho Siegfried Blumenthal pod názvem  S. Blumenthal’s Private Correspondenz (pak Blumenthals Neueste Nachrichten). Blumenthal přesídlil do mandátní Palestiny z Berlína. Později se jméno deníku změnilo na Neuste Nachrichten, od roku 1973 má stávající název. a Sídlo listu bylo v Tel Avivu a čtenářskou obcí byla rostoucí skupina Židů z německy mluvících zemí, kteří do Palestiny odcházeli ze střední Evropy. V 50. letech 20. století byl náklad deníku vyšší než u většiny ostatních hebrejsky psaných periodik. Mezi přispěvateli byli i známí spisovatelé jako Max Brod nebo Arnold Zweig. V letech 1975-2007 byla šéfredaktorkou deníku Alice Schwarz-Gardos (narozena roku 1916 ve Vídni, vyrůstala v Bratislavě), která byla ke konci své profesní kariéry nejstarší šéfredaktorkou na světě.
Podle informací z roku 2007 měly noviny čtyři zaměstnance a náklad 1500 výtisků. Dle údajů po roce 2010 má list už jen dva stále zaměstnance. V roce 2010 se z něj stal týdeník.